# Diana Cooper
Diana Cooper, Viscountess Norwich (Londres, 29 de agosto de 1892 – Idem, 16 de junho de 1986) foi uma aristocrata e atriz inglesa que foi musa do cinema mudo e personalidade bem conhecida em Londres e Paris.
Nascida lady Diana Olivia Winifred Maud Manners, era filha do 8º Duque de Rutland, desde sua estreia na sociedade, em 1911, foi sensação na imprensa, que relatava cada detalhe de sua vida social.
Figura social relevante dos loucos anos vinte, era membro do clube The Coterie. Teve um breve romance com o Príncipe de Gales, que uma vez a escreveu impulsivamente: "Espero que todos que você gosta mais do que eu morram muito em breve." Apesar das esperanças dos pais de um casamento real, Diana se casou, em 1919, com Duff Cooper, mais tarde embaixador britânico na França. Foi mãe do historiador e roteirista John Julius Norwich.

## Filmografia
- The Great Love (1918) - como ela mesma;
- The Glorious Adventure (1922) - como Lady Beatrice Fair;
- The Virgin Queen (1923) - como Rainha Elizabeth I.